# Eulerova rovnost
Eulerova rovnost (také Eulerova identita) je základní vzorec komplexní analýzy. Svým jednoduchým a elegantním vyjádřením ({\displaystyle e^{i\pi }+1=0}) a fundamentálním významem připomíná Einsteinovu rovnici (E=mc²).

## Znění
Eulerova rovnost je vzorec {\displaystyle e^{i\pi }+1=0}, kde
- e je Eulerovo číslo
- i je imaginární jednotka
- π je Ludolfovo číslo

## Elegantnost vyjádření
Eulerova rovnost dává do souvislosti tři základní aritmetické operace (součet, součin a mocnina) s pěti základními analytickými konstantami (e, i, π, 0, 1). Přitom se v této rovnosti vyskytuje každá z operací i každá z konstant právě jednou a žádné jiné operace ani konstanty se v ní nevyskytují.

## Odvození

Eulerův vzorec pro libovolný úhel.

Eulerova rovnost je speciálním případem Eulerova vzorce, který říká
{\displaystyle e^{ix}=\cos x+i\sin x\,\!}
pro každé reálné číslo x. Speciálně pro
{\displaystyle x=\pi ,\,\!}
dostaneme
{\displaystyle e^{i\pi }=\cos \pi +i\sin \pi .\,\!}
Protože
{\displaystyle \cos \pi =-1\,\!}
a
{\displaystyle \sin \pi =0,\,\!}
vyplývá odtud
{\displaystyle e^{i\pi }=-1\,\!}
a převedením na druhou stranu
{\displaystyle e^{i\pi }+1=0.\,\!}

## Zobecnění
Eulerova rovnost je speciálním případem obecnější identity, která říká, že součet všech n-tých odmocnin z jedné je nulový pro n > 1:
{\displaystyle \sum _{k=0}^{n-1}e^{2\pi ik/n}=0.}
Eulerova rovnost vznikne dosazením n = 2.